# 乌固诺尔站
乌固诺尔站是位于内蒙古自治区陈巴尔虎旗呼和诺尔镇乌固诺尔生活区的一个铁路车站，邮政编码21022。车站建于1901年，有滨洲铁路经过该站，现办理客运货运业务，距离哈尔滨站780公里，隶属哈尔滨铁路局，是四等站。